# 원운동
원운동(圓運動)은 물리학의 원형 궤도를 일정한 속력으로 움직이는 물체의 운동을 말한다.
등속 원운동에서 주기가 T이고 원의 반지름은 r, 물체의 속력이 v이면,
{\displaystyle v={\frac {2\pi r}{T}}} 의 관계에 있다.
등속 원운동에서는 얼마나 빠르게 원운동하고 있느냐를 나타내기 위해 속도 대신 각속도를 사용하며 기호로는 {\displaystyle w}를 사용하며 단위는 rad/s이다.
각속도가 {\displaystyle w} , 반지름이 r, 접선속력이 v인 등속 원운동에서 {\displaystyle v={rw}}의 관계가 성립한다.
등속 원운동의 속력은 일정하지만, 직선 운동이 아니므로,
물체의 속도는 일정하지 않고 따라서 가속도가 존재한다.
이 가속도를 구심 가속도(centripetal acceleration) 라고 하며,
그 크기 {\displaystyle a_{c}} 는
{\displaystyle a_{c}={\frac {v^{2}}{r}}} 로 주어진다. 여기서 위에서 언급한 {\displaystyle v={rw}}를 대입하면 {\displaystyle a_{c}={vw}}나 {\displaystyle a_{c}={rw^{2}}}로도 나타낼 수 있다.
등속 원운동을 하는 물체에 작용하는 가상력인 원심력의 크기는 {\displaystyle F={ma_{c}}={mrw^{2}}}이다. (위에서처럼 {\displaystyle v={rw}}를 대입해 여러 가지 방법으로 표현할 수 있다.)

## 같이 보기
- 회전
- 자전